# Ударна ракета

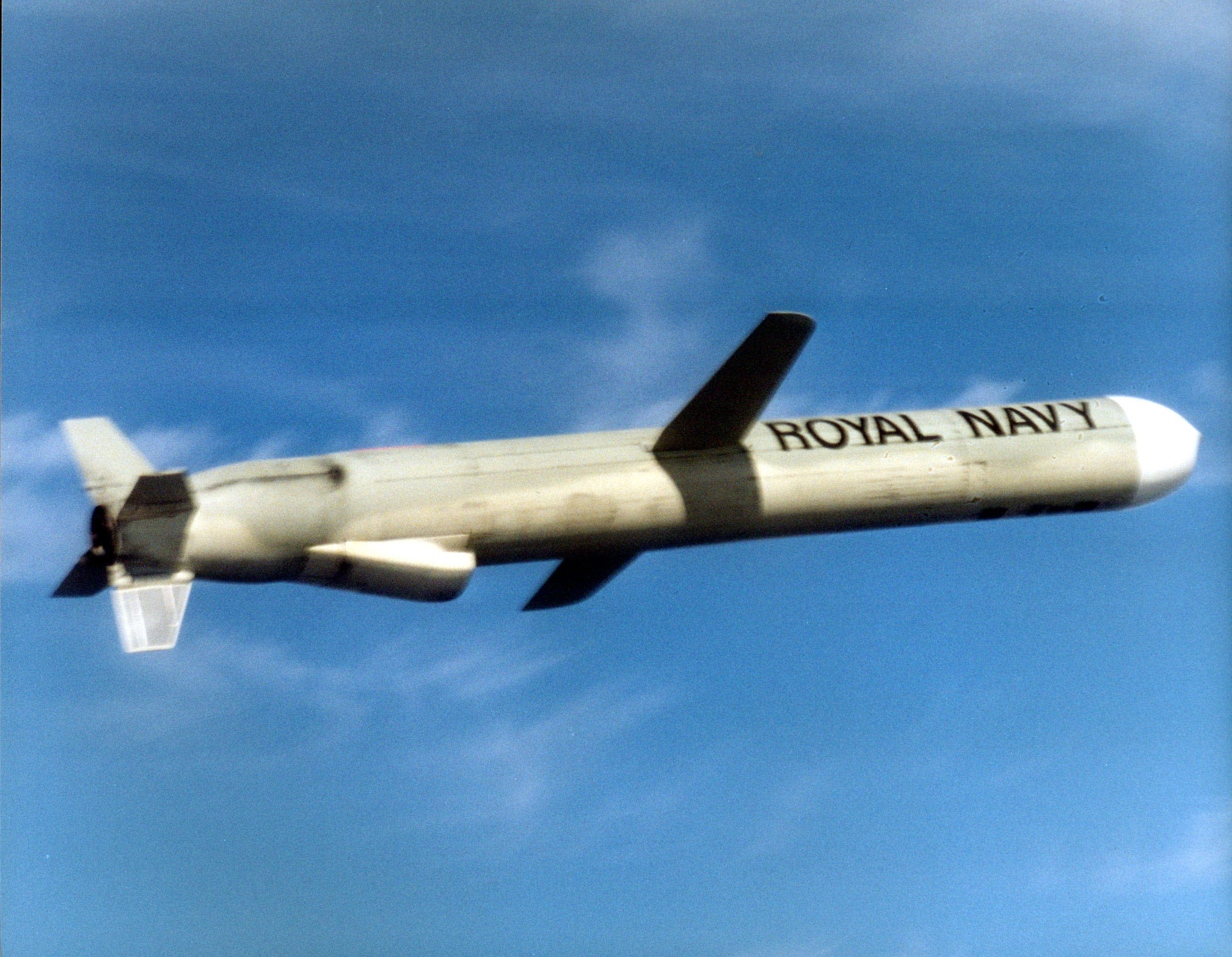
Американська ударна ракета BGM-109 Tomahawk

Ударна ракета (англ. Land-attack missile, LAM) — морська ракета класу «земля — поверхня», яка здатна ефективно атакувати цілі на березі, на відміну від спеціалізованих протикорабельних ракет, які оптимізовані для ураження інших кораблів. Деякі двоцільові ракети підходять для обох завдань.
Як і протикорабельні ракети великої дальності, наземні ударні ракети зазвичай є турбореактивними або турбовентиляторними крилатими ракетами. Щоб запобігти ранньому виявленню та вживанню контрзаходів, вони зазвичай літають біля землі на дуже низькій висоті, використовуючи методи відстеження за рельєфом місцевості, або за допомогою радарів, або за допомогою точної навігаційної системи, як-от GPS, у поєднанні зі збереженою картою перешкод і землі, дані про висоту (див. TERCOM).
Ракети наземного удару зазвичай програмуються перед запуском, щоб слідувати набору шляхових точок до цілі. Термінальне наведення може здійснюватися за допомогою активного радіолокаційного самонаведення, пасивного радара або заходів підтримки електронної боротьби, інфрачервоного самонаведення або оптичного наведення, або (фіксована) ціль була попередньо визначена як кінцева маршрутна точка.
Деякі ракети дозволяють оновлювати курс на проміжній точці після запуску, а деякі можуть навіть надсилати інформацію на стартову платформу чи інші пристрої.

## Список ракет
| Ім'я                                              | Походження              | Максимальна дальність                                    |
| ------------------------------------------------- | ----------------------- | -------------------------------------------------------- |
| Сюн Фен III                                       | Тайвань                 | 1 500 кілометрів (930 миля)                              |
| Hsiung Feng IIE                                   | Тайвань                 | 1 000 кілометрів (620 миля)                              |
| Ракета «Десять тисяч мечів» Ван Чіен              | Тайвань                 | 300 кілометрів (190 миля)                                |
| 3M22 Циркон                                       | Росія                   | 1 000 кілометрів (620 миля)                              |
| 3М-51 Альфа                                       | Росія                   | 250 кілометрів (160 миля)                                |
| 3М-54 Калібр                                      | Росія                   | 4 500 кілометрів (2 800 миля)                            |
| BGM-109 Томагавк (TLAM)                           | Сполучені Штати Америки | 1 666 кілометрів (1 035 миля)                            |
| BrahMos                                           | Індія / Росія           | 700 кілометрів (430 миля) (версія для наземного запуску) |
| BrahMos-II                                        | Індія / Росія           | 1 000 кілометрів (620 миля)                              |
| CJ-10                                             | Китай                   | 1 500 кілометрів (930 миля)                              |
| Гермес (ракета)                                   | Росія                   | 100 кілометрів (62 миля)                                 |
| Хунняо                                            | Китай                   | 3 000 кілометрів (1 900 миля)                            |
| Хенму-3                                           | Південна Корея          | 1 500 кілометрів (930 миля) (Hyunmoo-3C)                 |
| Концепція гіперзвукової повітряно-дихальної зброї | Сполучені Штати         | > 560 кілометрів (350 миля)                              |
| Otomat Mk/2E                                      | Італія                  | 360 кілометрів (220 миля)                                |
| Х-59                                              | Росія                   | 550 кілометрів (340 миля)                                |
| Морська ударна ракета                             | Норвегія                | 555 кілометрів (345 миля)                                |
| П-800 Онікс                                       | Росія                   | 800 кілометрів (500 миля)                                |
| RBS15                                             | Швеція                  | > 300 кілометрів (190 миля)                              |
| РК-55 / С-10                                      | Росія                   | 3 000 кілометрів (1 900 миля)                            |
| YJ-12                                             | Китай                   | 546 кілометрів (339 миля)                                |
| YJ-18                                             | Китай                   | 540 кілометрів (340 миля)                                |
| YJ-62                                             | Китай                   | 400 кілометрів (250 миля)                                |